# Dippmittel

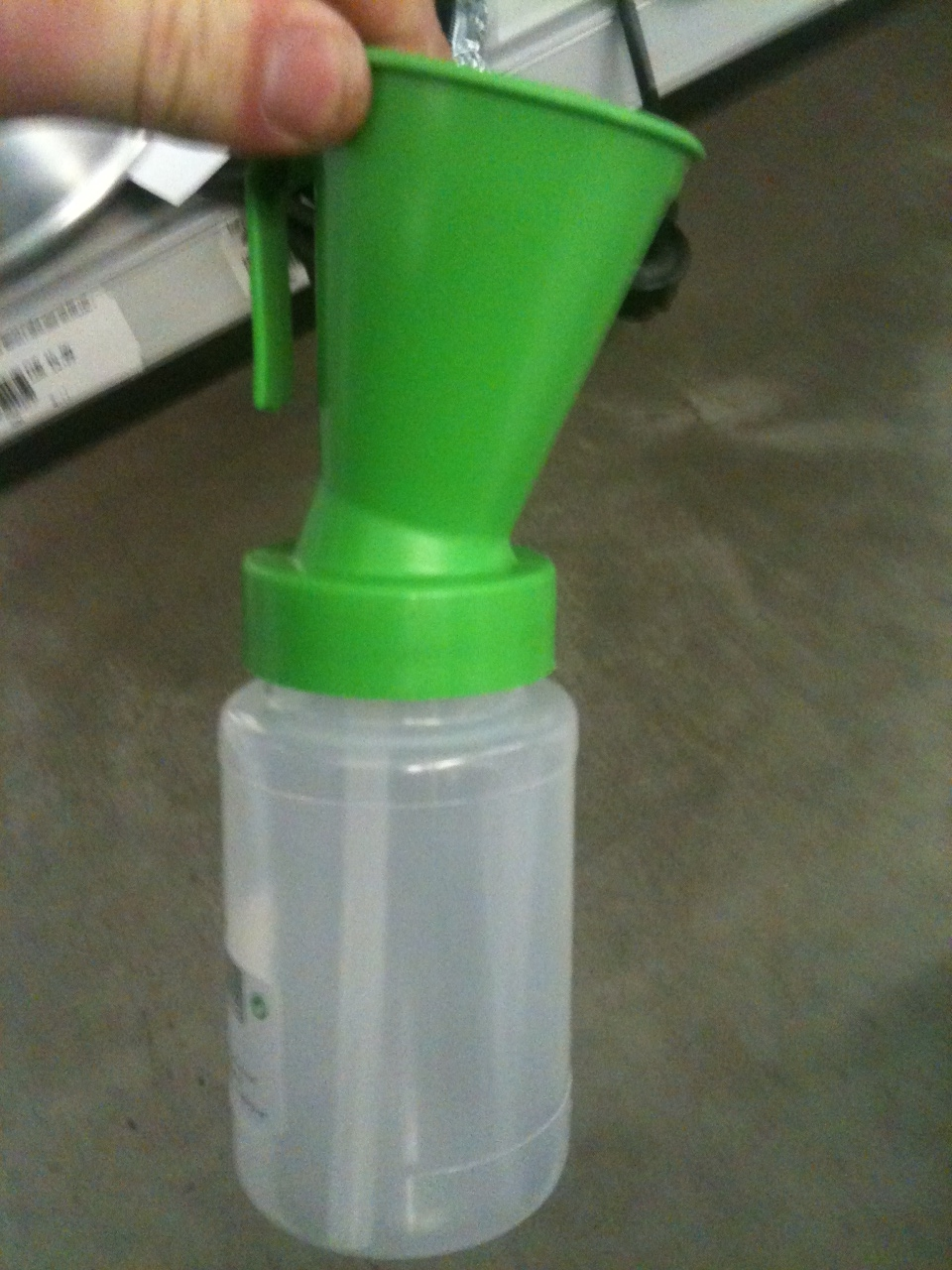
Dippbecher

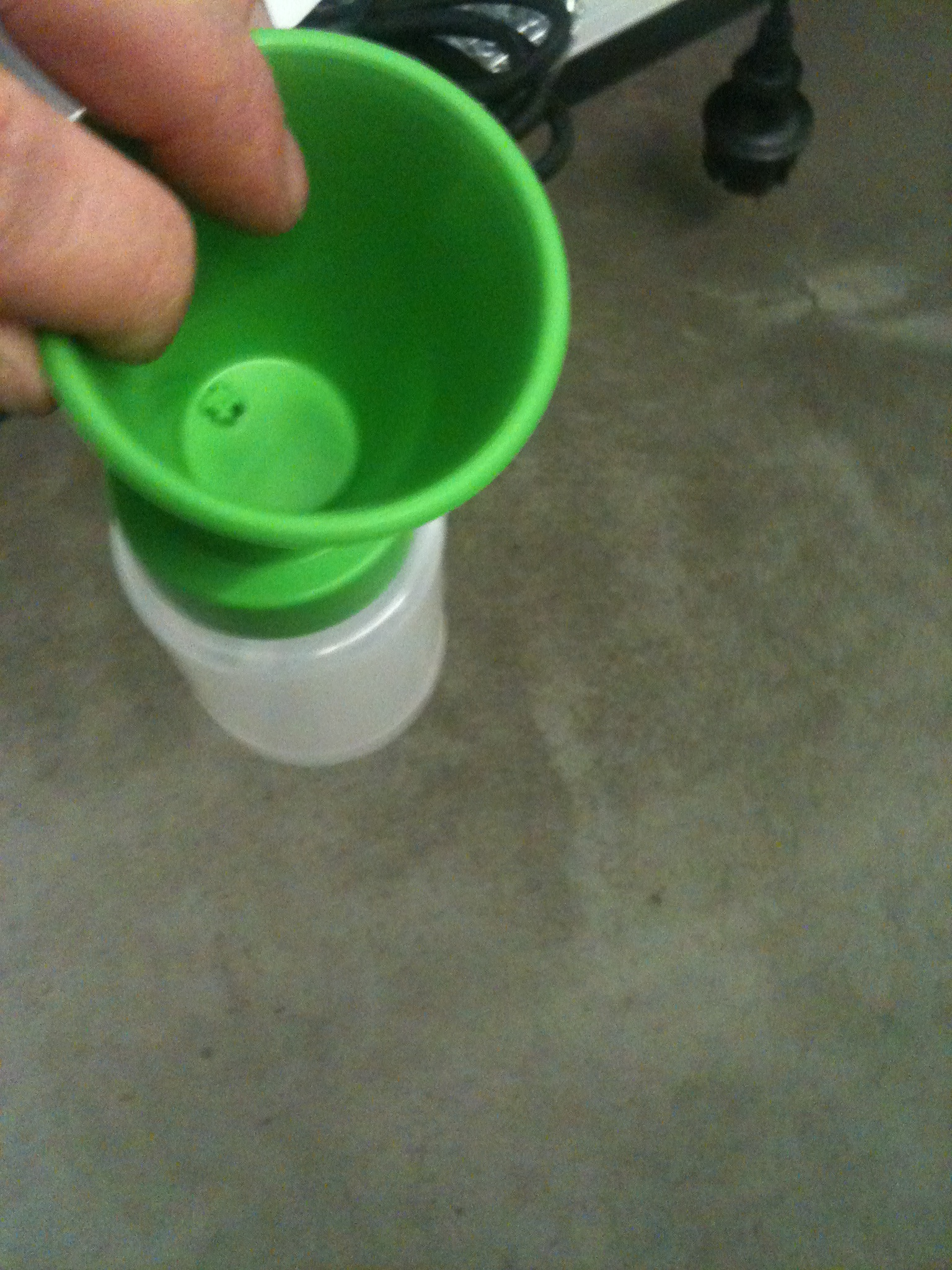
Dippbecher von oben

Als Dippmittel werden Biozide sowie Pflegemittel bezeichnet, welche an Milchkühen äußerlich am Euter im Rahmen der Tier-, Stall- und Melkhygiene angewendet werden.

## Gründe
Insbesondere bei rauer Zitzenhaut kommt es dazu, dass viel Schmutz und Mikroorganismen anhaften können. Bei trockener, kraftvoller Reinigung kommt es zu einer mechanischen Belastung der Haut. Euterprobleme wie Mastitis werden in rund 70 % der Fälle durch Bakterien verursacht. Einer der wichtigsten ist dabei Staphylococcus aureus. Während es beim pre-dipping, also der Behandlung vor dem Melken, darauf ankommt, Keime abzutöten, gibt es ebenso Dippmittel, welche den Strichkanal nach dem Melken vor dem Eindringen von Keimen schützen.
Neben den reinigenden, desinfizierenden oder konservierenden Eigenschaften sind die Produkte mit hohen Pflegeanteilen versehen, um die beanspruchte Haut zu schützen und zu pflegen.

## Methoden
Neben dem eigentlichen Dippen, also eintunken der Zitze in einen Dippbecher, werden vermehrt Zitzen mit Dippmittel eingesprüht. Insbesondere bei Melkrobotern ist dies mit weniger technischem Aufwand möglich. Entsprechend der Technik gibt es auch verschiedene Viskositäten bei Dippmitteln.

## Effekte
Predipping vor dem Melken hat eine Keimreduktion um 85 % gegenüber einer nicht behandelten Zitze ergeben. Mit einem trockenen Tuch war nur eine Keimreduktion von rund 4 % möglich.
Zur Erhaltung und Verbesserung der Eutergesundheit und Abwehr von Krankheiten in Milchviehställen ist es unerlässlich auf Euterpflegeprodukte und Dippmittel (Zitzentauchmittel) zurückzugreifen. Hierbei ist es besonders wichtig jede einzelne Milchkuh in der Herde zu behandeln, um somit nicht nur jedes einzelne Tier zu schützen, sondern auch die Übertragung von Tier zu Tier auszuschließen. Eine wesentliche Krankheit ist die Mastitis, welche sehr oft durch Staphylococcus aureus hervorgerufen wird.
Mastitis ist eine entzündliche Erkrankung des milchbildenden Systems, die überwiegend durch Bakterien verursacht wird. Mastitiden sind neben Klauen- und Fruchtbarkeitsproblemen die häufigsten Abgangsursachen und stellen einen hohen wirtschaftlichen Schaden dar.
Da neben Keimen auch das Klima, die Hygiene im Stall, die Fütterung, sowie die Aufstallung und die Melktechnik Faktoren für einen Ausbruch sein können, wird bei der Mastitis oft von einer Faktorenerkrankung gesprochen.
Der Keimgehalt der Milch steigt und somit ergeben sich wirtschaftliche Schäden für den Landwirt (Milchverlust, Tierarztkosten). Die Situation kann optimiert und eine wirkungsvolle Prophylaxe vor Neuerkrankungen gewährleistet werden, wenn alle Faktoren in der Mastitisbekämpfung berücksichtigt werden.

## Wirkstoffe
Übliche Wirkstoffe in Dippmitteln sind Jod, Milchsäure, Chlorhexidin und Chlordioxid.